# Mårten Hagström
Pour les articles homonymes, voir Hagström et Göte Hagström.
Mårten Hagström, né le 27 avril 1971 à Örnsköldsvik en Suède, est un guitariste suédois. Il est principalement connu pour être le guitariste rythmique du groupe de metal extrême Meshuggah. Il rejoint le groupe en 1992, après la sortie de leur premier album Contradictions Collapse, pour permettre à Jens Kidman de se focaliser uniquement sur les vocaux.
Hagström est célèbre pour son jeu complexe à la guitare rythmique. Tout comme Fredrik Thordendal, il a été classé 35e du top 100 des meilleurs guitaristes de metal de tous les temps par le magazine Guitar World.

## Biographie
En 1987, Hagström fonde Barophobia avec son ami d'enfance Tomas Haake. Le groupe sort quatre démos entre 1988 et 1990. Durant cette même année 1990, Haake quitte le groupe pour rejoindre Meshuggah,.
En 1992, Jens Kidman, alors vocaliste et guitariste rythmique de Meshuggah, décide d'abandonner son rôle de guitariste pour se consacrer pleinement au chant. Le groupe est alors à la recherche d'un nouveau guitariste. Haake ne tarde pas à proposer les services de son ami Hagström, et c'est ainsi que Mårten Hagström rejoint à son tour Meshuggah.

## Influences musicales
Hagström a cité Rush, Mr. Bungle, GISM, Autechre, Squarepusher, Entombed, Metallica, Gojira et Strapping Young Lad comme influences,.

## Vie privée
Hagström est un grand fan de jeux vidéo et de hockey sur glace. Avant de se mettre à la musique, il était même joueur de hockey, tout comme son père.

## Discographie

### avec Meshuggah
- 1994 - None (EP)
- 1995 - Selfcaged (EP)
- 1995 - Destroy Erase Improve
- 1997 - The True Human Design (EP)
- 1998 - Chaosphere
- 2002 - Nothing
- 2004 - I (EP)
- 2005 - Catch Thirtythree
- 2008 - obZen
- 2012 - Koloss
- 2013 - Pitch Black (EP)
- 2016 - The Violent Sleep of Reason[1]
- 2022 - Immutable

### avec Barophobia
- 1988 - International Hits (démo)
- 1989 - Beckomberga Ensemble (démo)
- 1990 - Demo (démo)
- 1990 - Labyrinth of the Mind (démo)[1]